# Шейх-Абд-эль-Курна
Шейх-Абд-эль-Курна, также Шейх Абд эль-Курна (араб. شيخ عبدالقرنة‎ DMG Schaich Abd al-Qurna, кратко араб. القرنة‎ al-Qurna) — египетская деревня на западном побережье Нила, напротив Луксора в Верхнем Египте. Неподалёку лежит древнеегипетский некрополь, южнее некрополя Эль-Хоха и западнее поминальных храмов Тутмоса III и Аменхотепа II.
Назван в честь похороненного здесь местного мусульманского святого. Это наиболее часто посещаемое кладбище среди Фиванских некрополей с наибольшим числом частных гробниц. Все погребения сгруппированы в трёх районах, два из которых окружены невысокими стенами. Здесь похоронены многие высокопоставленные чиновники Тутмоса III и Аменхотепа II, в том числе все визири этого периода.
Наиболее интересные памятники некрополя: украшенная росписями гробница архитектора Инени, гробница Сенмута, построившего поминальный храм Хатшепсут, смотрителя садов Амона Сеннефера, гробницы вельмож Херуэфа и Ра-мосе.

## Гробницы
Гробницы и их владельцы:

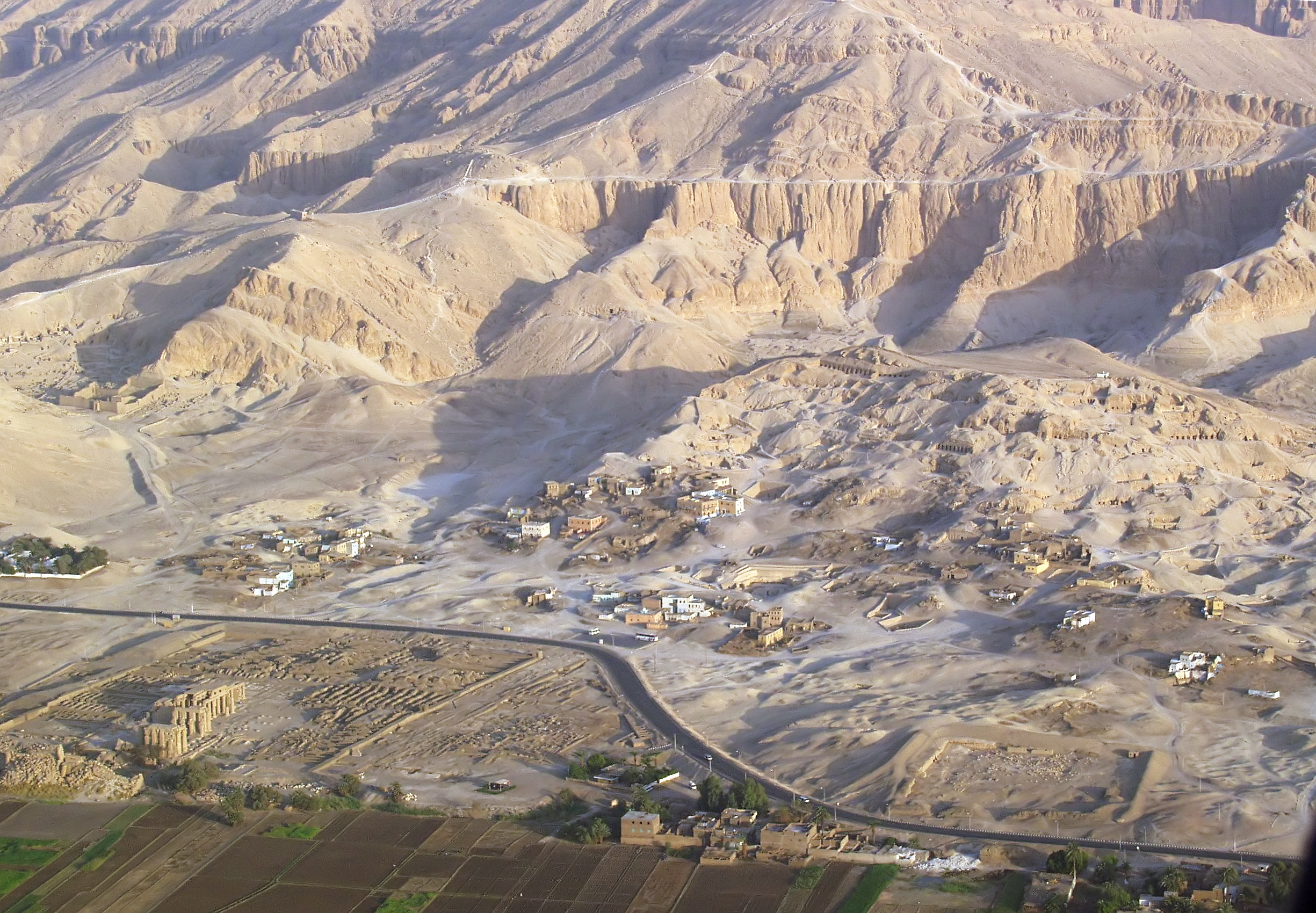
Долина знати

- TT21 — Усер, писец и придворный Тутмоса I.
- TT22 — Уах, позднее тут же был захоронен Мериамун.
- TT23 — Чаи
- TT30 — Хонсмос, чиновник казначейства Амона в эпоху Рамессидов
- TT31 — Хонсу
- TT38 — Джесеркарасенеб, писец, подсчитывающий количество зерна в зернохранилищах подношений Амона.
- TT41 — Аменемопет, также Ипи, высокий управляющий храма Амона
- TT42 — Аменмес, капитан армии, Глаз фараона в стране Ретену
- TT43 — Нефференпет, Надзиратель за кухней фараона
- TT44 — Аменемхеб, «чистый» жрец Амона
- TT45 — Денхути (Тот), помощник верховного жреца Амона Мери
- TT55 — Ра-мосе, Повелитель, правый голосом, писец царя исправный, любимый им, носитель опахала справа от царя, распорядитель лошадей владыки обеих царств, распорядитель обеих житниц Верхнего и Нижнего Египта, управляющий хозяйством храма Атона, первый жрец Амона в… (место неустановлено), жрец богини Маат
- TT66 — Хепу
- TT67 — Хапусенеб
- TT85 — Аменемхеб, военачальник Тутмоса III
- TT86 — Менхеперрасенеб